# Trypostega dorothysouleae
Trypostega dorothysouleae är en mossdjursart som beskrevs av Tilbrook 2006. Trypostega dorothysouleae ingår i släktet Trypostega och familjen Trypostegidae. Inga underarter finns listade i Catalogue of Life.